# Alexander Agassiz
Alexander Emanuel Agassiz, född 17 december 1835 i Neuchâtel, död 28 mars 1910 ombord på ett ångfartyg på hemresa från Medelhavet, var en schweizisk-amerikansk zoolog; son till Louis Agassiz.
Agassiz kom som pojke till USA med sin far. Han var 1866–69 överuppsyningsman över koppargruvorna vid Övre sjön, vilka han lyckades göra till de mest lönsamma på Jorden. Av den förmögenhet han därigenom förvärvade gjorde han betydande donationer till Harvard University. År 1874 blev han (efter sin far) föreståndare för det komparativt zoologiska museet i Cambridge, Massachusetts, och inrättade då den zoologiska stationen i Newport, Rhode Island. 
Agassiz sysselsatte sig såsom zoolog huvudsakligen med maneter, tagghudingar samt de lägre djurens embryologi och anatomi. Han utförde vidsträckta djuphavsundersökningar i Västindien och i Mexikanska golfen samt upptäckte en mängd förr okända djurarter. Han blev 1899 ledamot av Vetenskapsakademien i Stockholm, 1901 av Fysiografiska sällskapet i Lund och 1902 av Vetenskapssocieteten i Uppsala.